# Hieronim Henryk Baranowski
Hieronim Henryk Baranowski (ur. 22 lutego 1916 w Jabłonnie, zm. 1 lutego 1994 w Londynie) – major Wojska Polskiego, plutonowy Polskich Sił Powietrznych, filantrop. Odznaczony Orderem Uśmiechu.

## Życiorys
Urodził się w Chotomowie (Jabłonnie) w rodzinie administratora majątku Księcia Jabłonkowskiego. Był synem gajowego Franciszka Baranowskiego i Rozalii Baranowskiej z domu Bożuta (córki Adama i Marianny). Uczestnik II wojny światowej, odznaczony Orderem Virtuti Militari i Krzyżem Kawalerskim Orderu Odrodzenia Polski. Walczył w kampanii wrześniowej, następnie w formacjach na zachodzie. Walczył w bitwie o Tobruk. Służył w 1 Batalionie Strzelców Karpackich, w stopniu starszego strzelca podchorążego.
Służył jako pilot według jednych źródeł Dywizjonów 307 i 308, według innych Dywizjonów 309, 315, 316.
Założyciel i przewodniczący Angielsko-Polskiego Towarzystwa Pomocy Dzieciom. Twórca Fundacji Międzynarodowego Kształcenia Muzycznego Dzieci Niewidomych i Słabowidzących im. Brygady Strzelców Karpackich „Tobruk”. Kawaler Orderu Uśmiechu.
24 listopada 2004r. Uchwalono
UCHWAŁĘ Nr XXXIX/706/04 RADY MIEJSKIEJ W ŁODZI z dnia 24 listopada 2004 r. O nadaniu Łodzkiej szkole dla slabowidzących i Niewidomych w Łodzi na ul. Dziewanny 24  im  mjr. Hieronina Baranowskiego. 
2 marca 2005 roku Rady Miasta Krakowa uchwałą nr LXXII/693/05 nadała Szkole Muzycznej I-go stopnia przy Specjalnym Ośrodku Szkolno-Wychowawczym Dla Dzieci Niewidomych i Słabowidzących w Krakowie przy ul. Tynieckiej 6 imię Hieronima Henryka Baranowskiego.
Miał trzech braci i siostrę Stefanię, która żyła w Rudniku nad Sanem, natomiast brat Stanisław Baranowski po drugiej wojnie światowej osiedlił się w USA w Chicago, zmarł w 1963 roku.